# SeaTac/Aeropuerto (Tren Ligero de Seattle)
SeaTac/Aeropuerto es una estación de la línea Central Link del Tren Ligero de Seattle. La estación es administrada por Sound Transit. La estación se encuentra localizada en International Boulevard & South 176th Street en el Aeropuerto Internacional de Seattle-Tacoma en SeaTac, Washington. La estación de SeaTac/Aeropuerto fue inaugurada el 19 de diciembre de 2009.

## Descripción
La estación SeaTac/Aeropuerto cuenta con 1 plataforma central.
| P Nivel de la plataforma | Norte                                                     | Central Link hacia Westlake (Tukwila International Boulevard) → |
| P Nivel de la plataforma | Plataforma central, puertas abren a la izquierda, derecha |                                                                 |
| P Nivel de la plataforma | Norte                                                     | Central Link hacia Westlake (Tukwila International Boulevard) → |
|                          | Mezzanine                                                 | Entrada/Salida, paso peatonal                                   |

## Conexiones
La estación es abastecida por las siguientes conexiones: 
- King County Metro: 156, 180, RapidRide Línea A

Sound Transit Express: 560, 574